# Étienne Cattin
Pour les articles homonymes, voir Cattin.
Œuvres principales
- Ceux du rail (récits, 1954)
- Trains en détresse : cheminots et résistants (1954)
- Les Dévorants (roman, 1956)
- La Fin des dévorants (roman, 1956)

Étienne Cattin (29 janvier 1912 - 9 septembre 1966) est un ingénieur français, connu comme écrivain par ses récits, ses romans, ses poèmes, essentiellement dans le domaine ferroviaire.

## Biographie
Né en 1912, Étienne Cattin fait des études d'ingénieur et reçoit le diplôme de l'École centrale des arts et manufactures en 1936. Il est aussi docteur en droit.
Après ses études, il entre comme mécanicien à la Compagnie des chemins de fer de l'Est, qui participe à former la Société nationale des chemins de fer français (SNCF) en 1938. Il devient ensuite chef de dépôt.
Étienne Cattin écrit d'abord des récits, puis beaucoup de romans, notamment Les Dévorants, suivi en 1956 de La Fin des dévorants. Il écrit aussi des poèmes.
Ses romans mettent en scène les employés et le monde ferroviaire qu'il côtoie, avec une prédilection pour les « sénateurs du rail », les mécaniciens des derniers express à vapeur. Ils paraissent souvent en feuilleton dans La Vie du Rail, avant de sortir en librairie. Plusieurs de ses ouvrages sont traduits en anglais, en allemand, en japonais.
Il reçoit le Prix Vérité en 1953, le Prix Chatrian en 1954, le Prix Jeunesse en 1958, le Prix Jean-Macé en 1962.
Après sa mort en 1966, l'Association des écrivains cheminots lui rend hommage en prenant le nom de « Cercle littéraire Étienne-Cattin ».

## Œuvres
- Ceux du rail, récits, Paris, Julliard, s.d. [1954], 239 p. ; rééd. 1955, 1958.
- Trains en détresse : cheminots et résistants, Paris, 1953, prix Vérité ; rééd. Paris, Julliard, 1954, 232 p. ; 8 rééditions jusqu'en 2011.
- Les Dévorants, roman, Paris, R. Julliard, 1956, 179 p. ; 7 rééditions jusqu'en 2006.
- La Fin des dévorants, roman, Paris, René Julliard, 1956, 287 p. ; 8 rééditions jusqu'en 2007.
- L'Express du soir, Paris, Bourrelier, 1962.
- Le Pont de Noisy, poèmes, Paris, les Paragraphes littéraires de Paris, 1964, 158 p.
- Rat-Blanc et son chauffeur : une histoire de chemin de fer, livre pour enfants, Paris, Bourrelier, 1958, 160 p.

## Pour approfondir